# Функционална аутономија
Функционална аутономија је теорија Олпорта према којој су научени мотиви изворно дериват психолошких мотива, али се формирају независно од њих.